# 아키쓰촌 (이바라키현)
아키쓰촌(秋津村)은 이바라키현 나메가타군에 설치되었던 촌이다.

## 지리
현재의 호코타시 서부에 해당한다.

## 역사
- 1889년 4월 1일 - 정촌제 시행에 의해 가시마군 아키쓰촌이 성립하였다.
- 1955년 3월 15일 - 호코타정, 도쿠슈쿠촌, 도모에촌, 신구촌과 합병해 새로운 호코타정이 성립하여, 동일 아키쓰촌은 폐지되었다.

## 인구
| 1891년 | 2,355 |
| 1920년 | 3,249 |
| 1935년 | 3,859 |
| 1950년 | 5,583 |

## 교통

### 철도
- 가시마 신구철도 (→간토철도 → 가시마철도)
  - 가시마 신구철도선

※가시마 신구철도선은 2007년 4월 1일에 폐지되었다.

## 참고문헌
- 鉾田町史編さん委員会『鉾田町史 通史編 下巻』、鉾田町、2001年
- 角川日本地名大辞典編纂委員会『가도카와 일본 지명 대사전 8 茨城県』、가도카와 쇼텐、1983年 ISBN 4040010809